# 진천삼수초등학교
진천삼수초등학교는 대한민국 충청북도 진천군에 있는 초등학교이다.

## 학교 연혁
- 1943.03.31 진천삼수국민학교 설립인가
- 1943.04.01 진천삼수국민학교 개교
- 1980.03.01 진천삼수국민학교병설유치원 개원
- 1994.03.01 신덕국민학교 통폐합
- 1996.03.01 진천삼수초등학교로 개칭
- 2004.05.03 발명공작실 개관
- 2008.11.26 도담관 준공
- 2013.03.01 매산분교장 통폐합
- 2013.03.01 융합인재교육 시범학교 운영(도지정 2년)
- 2013.08.30 2013 학교폭력 예방 및 근절 우수사례 공모전(교육부표창)
- 2014.02.20 제69회 졸업식(졸업생수 10,900명)
- 2014.03.01 제22대 이종식 교장 부임
- 2014.03.01 31학급 편성(일반학급 30학급, 특수학급 1학급)